# Малый скалистый поползень
Малый скалистый поползень, или малый скальный поползень (лат. Sitta neumayer) — небольшая птица из семейства поползневых.

## Описание
Размерами и внешним видом малый скалистый поползень похож на обыкновенного поползня.

## Распространение
Номинативная форма ssp. neumayer живёт в юго-восточной Европе. На о. Лесбос и в западной Турции обитает ssp. zarudnyi. Подвид ssp. syriaca населяет южную Турцию, Сирию и северный Израиль. От Турции до западного и северного Ирана обитает ssp. rupicola, в центральном Иране — ssp. tschitscherini, в южном Иране — ssp. plumbea.
В период гнездования птиц можно видеть на стенах скал, на усеянных галькой отвесных утёсах, у руин и оврагов на северо-восточном побережье Средиземного моря. Зимой птицы появляются также во фруктовых садах.

## Питание
Птица добывает из щелей в скалах и растительности насекомых и пауков. Осенью рацион дополняют различные плоды и семена.

## Размножение
Самцы начинают своё пение в марте. С конца марта до начала апреля пара начинает строительство гнезда, которое продолжается примерно 10 дней. Если в скале имеется естественная пещера, то птицы замуровывают вход до узкого лотка. На шероховатых или гладких стенах они строят из глины и слюны гнездо в форме горшка. Этот строительный раствор позже становится настолько твёрдым, что гнездо становится невозможным оторвать руками и даже ножом. Они служат затем десятилетиями. Очень редко гнёзда строятся также на деревьях. Гнездо выстилается изнутри мхом, перьями и шерстью грызунов, которую птицы добывают из разложившихся погадок сов. Кладку, состоящую из 4—8 яиц, самки высиживают в апреле от 14 до 15 дней. Птенцы покидают гнездо только, когда становятся полностью готовыми к полёту. После вылета ещё несколько дней родители кормят их.